# Rio Vermelho (vattendrag i Brasilien, Pará, lat -5,55, long -49,23)
Rio Vermelho är ett vattendrag i Brasilien.   Det ligger i delstaten Pará, i den centrala delen av landet, 1 100 km norr om huvudstaden Brasília.
Omgivningarna runt Rio Vermelho är huvudsakligen savann. Runt Rio Vermelho är det glesbefolkat, med 13 invånare per kvadratkilometer.